# Häutligen
Häutligen är en ort och kommun i distriktet Bern-Mittelland i kantonen Bern, Schweiz. Kommunen har 267 invånare (2023).